# Johann Adam Pruner

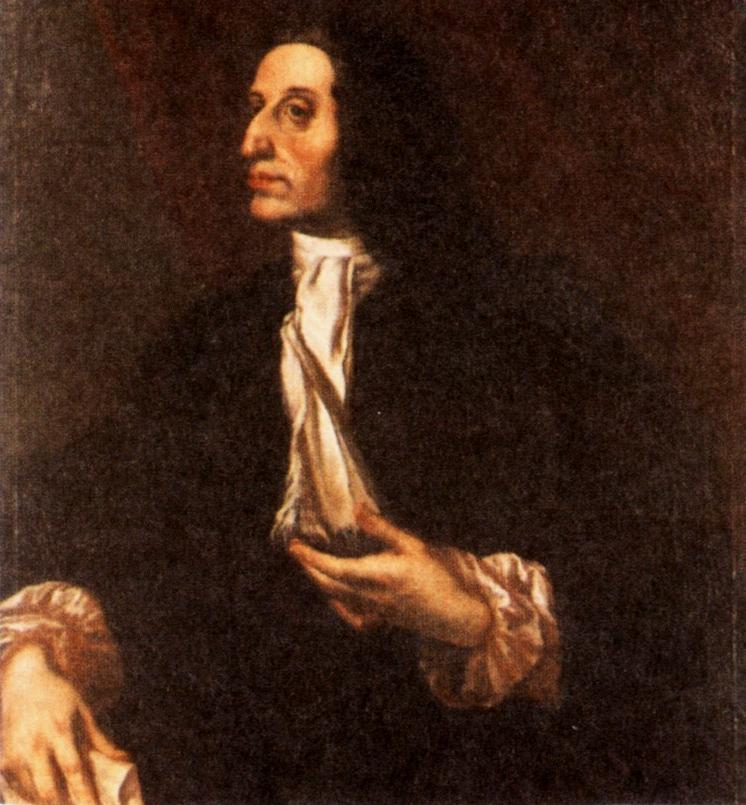
Porträt Pruners (18. Jahrhundert)

Johann Adam Pruner, auch Prunner, (* 22. Juni 1672 in Linz; † 7. Februar 1734 ebenda) war ein österreichischer Händler, Stadtrichter und Bürgermeister von Linz.

## Leben
Johann Adam Pruner wurde 1672 als jüngerer Bruder des bekannten Barockbaumeisters Johann Michael Prun[n]er geboren. Sein Vater war der Linzer Handelsmann Johann Pruner, seine Mutter war Eva Regina Pruner, geborene Schernegger. Für seine schulische Ausbildung erhielt der Student Pruner 1684 bis 1688 ein ständisches Stipendium. Sein Vater bildete ihn zum Handelsmann aus und in diesem Metier erreichte Pruner beträchtlichen Reichtum. Überdies wurde er bereits mit 38 Jahren zum Verordneten der landesfürstlichen Städte gewählt. 1705 wurde er zum Pfarrkirchenamtsverwalter bestellt und brachte die vernachlässigte Finanzgebarung wieder in Ordnung. In den Jahren 1713, 1717 und 1718 war er Stadtrichter in Linz und anschließend bis zu seinem Tode 16 Jahre lang Bürgermeister. Pruner war zudem Verordneter des Vierten Standes der sieben landesfürstlichen Städte Oberösterreichs, er war in der Aufsichtskommission über das Linzer Waisenhaus und im Ausschuss zur Oberaufsicht über die von den Verordneten zu führende Wirtschaft. Verheiratet war er mit Maria Pruner, geborene Gross von Ehrenstein.[?] Die Ehe blieb kinderlos.

## Prunerstift
Sein Vermögen hinterließ der Junggeselle für wohltätige Zwecke. Die nach seinem Tod gegründete Pruner'sche Stiftung errichtete so ein Heim für Waisenkinder und mittellose Linzer. Nach einem mehrtägigen Aufenthalt in Linz im Herbst 1786 verfügte Kaiser Joseph II. in einem Handschreiben die Aufhebung des Prunerstifts. Danach waren darin von 1788 bis 1867 die Irrenanstalt und von 1789 bis 1833 das Entbindungsheim und ein Heim für Findelkinder untergebracht. Heute befindet sich dort eine Musikschule.
Die Kapelle des Stifts wurde 1789 geschlossen und dann als Getreidespeicher und Magazin verwendet. Seit 1919 ist sie ein Gotteshaus der Altkatholischen Kirche.

## Gedenken

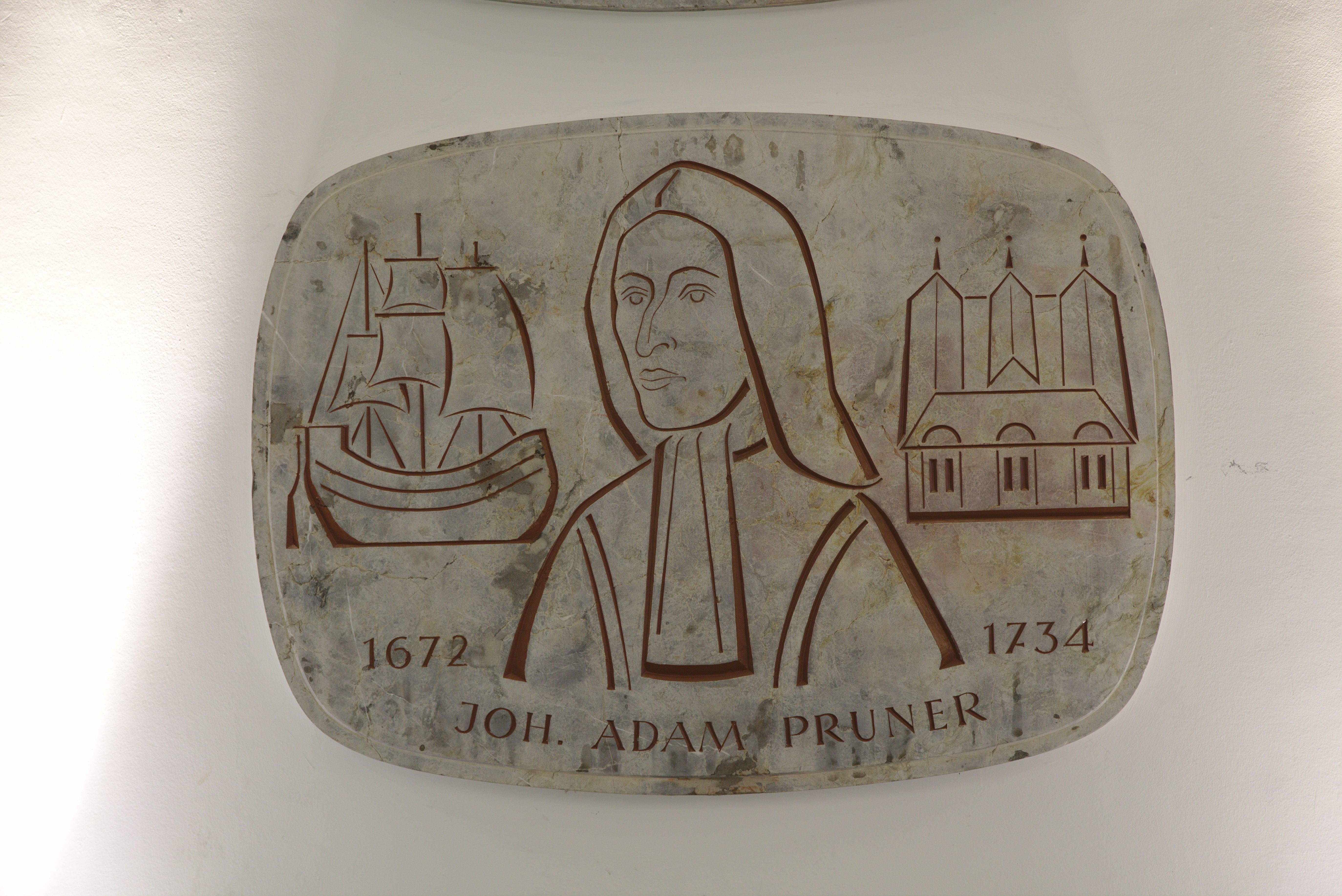
Gedenktafel im Alten Rathaus

Im Foyer des Alten Rathauses befindet sich eine 1956 von Rudolf Paulczynski und Peter Dimmel geschaffene Gedenktafel für Pruner. Die nach ihm benannte Prunerstraße in der Linzer Innenstadt verbindet Fabrikstraße und Museumstraße. Bis 1869 hieß sie Prunerstiftsgasse, davor Eggereckgasse und Stiftsgasse.